# Samal (Bataan)
Samal ist eine philippinische Stadtgemeinde in der Provinz Bataan. Sie hat 35.298 Einwohner (Zensus 1. August 2015).

## Politik
Bürgermeister ist Rolando Z. Tigas.

## Baranggays
Samal ist politisch unterteilt in 14 Baranggays.
- East Calaguiman (Pob.)
- East Daang Bago (Pob.)
- Ibaba (Pob.)
- Imelda
- Lalawigan
- Palili
- San Juan (Pob.)
- San Roque (Pob.)
- Santa Lucia
- Sapa
- Tabing Ilog
- Gugo
- West Calaguiman (Pob.)
- West Daang Bago (Pob.)